# Papua Nuova Guinea ai Giochi della XXVIII Olimpiade
La Papua Nuova Guinea partecipò ai Giochi della XXVIII Olimpiade, svoltisi ad Atene, Grecia, dal 13 al 29 agosto 2004, con una delegazione di 4 atleti impegnati in tre discipline.

## Risultati

### Atletica leggera
| Q | Qualificato al turno successivo per la Classifica in qualificazione                                                          |
| q | Qualificato per il turno successivo per ripescaggio o, negli eventi su campo, conquistando la misura minima per qualificarsi |

Maschile
Eventi su pista e strada
| Atleta      | Evento         | Batteria  | Batteria   | Semifinale      | Semifinale      | Finale          | Finale          |
| Atleta      | Evento         | Risultato | Classifica | Risultato       | Classifica      | Risultato       | Classifica      |
| ----------- | -------------- | --------- | ---------- | --------------- | --------------- | --------------- | --------------- |
| Mowen Boino | 400 m ostacoli | 50"97     | 8º         | non qualificato | non qualificato | non qualificato | non qualificato |

Femminile
Eventi su pista e strada
| Atleta    | Evento      | Batteria  | Batteria   | Quarti di finale | Quarti di finale | Semifinale      | Semifinale      | Finale          | Finale          |
| Atleta    | Evento      | Risultato | Classifica | Risultato        | Classifica       | Risultato       | Classifica      | Risultato       | Classifica      |
| --------- | ----------- | --------- | ---------- | ---------------- | ---------------- | --------------- | --------------- | --------------- | --------------- |
| Mae Koime | 100 m piani | 12"00     | 6ª         | non qualificata  | non qualificata  | non qualificata | non qualificata | non qualificata | non qualificata |

### Nuoto
Maschile
| Atleta    | Evento             | Batteria  | Batteria   | Semifinale      | Semifinale      | Finale          | Finale          |
| Atleta    | Evento             | Risultato | Classifica | Risultato       | Classifica      | Risultato       | Classifica      |
| --------- | ------------------ | --------- | ---------- | --------------- | --------------- | --------------- | --------------- |
| Ryan Pini | 100 m stile libero | 55"11     | 39º        | non qualificato | non qualificato | non qualificato | non qualificato |
| Ryan Pini | 100 m dorso        | 55"97     | 20º        | non qualificato | non qualificato | non qualificato | non qualificato |
| Ryan Pini | 100 m farfalla     | 53"26     | 18º        | non qualificato | non qualificato | non qualificato | non qualificato |

### Sollevamento pesi
Femminile
| Atleta    | Evento           | Strappo   | Strappo    | Slancio   | Slancio    | Totale | Classifica |
| Atleta    | Evento           | Risultato | Classifica | Risultato | Classifica | Totale | Classifica |
| --------- | ---------------- | --------- | ---------- | --------- | ---------- | ------ | ---------- |
| Dika Toua | −53 kg femminile | 75        | =6ª        | 102,5     | =5ª        | 177,5  | 6ª         |